# Israel e as armas de destruição em massa
É geralmente aceite que Israel detém armas de destruição em massa, e é um dos quatro países com armas nucleares não reconhecidos como um Estado com armas nucleares pelo Tratado de Não Proliferação Nuclear (TNP). O Office of Technology Assessment do Congresso dos Estados Unidos tem registrado Israel como um país geralmente relatado como tendo capacidades de guerra química não declarados, e um programa de guerra biológica ofensiva. Oficialmente Israel não confirma nem nega possuir armas nucleares.

## Armas nucleares
Acredita-se que Israel possuía uma capacidade de armas nucleares operacionais em 1967, com a produção em massa de ogivas nucleares ocorrido imediatamente após a Guerra dos Seis Dias. Embora não existam estatísticas oficiais, estima-se que Israel possui de 75 a um máximo de 400 armas nucleares, que são relatados para incluir armas termonucleares na faixa de megatons. Israel é muito relatado ao possuir de uma grande diversidade de sistemas, incluindo bombas de nêutrons, armas nucleares táticas. Israel é acreditado para a fabricação de suas armas nucleares no Centro de Pesquisas Nucleares de Neguev.
Mecanismos de entrega incluem mísseis balísticos intercontinentais Jericho, com um alcance de 11.500 km, e que se crê fornecer uma opção de segundo ataque. Mísseis balísticos com capacidade nuclear de Israel são acreditados por estarem enterrados no subterrâneo que iriam sobreviver a um ataque nuclear. Além disso, Israel se acredita ter uma capacidade de segundo ataque nuclear no mar, usando mísseis de cruzeiro com capacidade nuclear lançados por submarinos, que podem ser lançados de submarinos da classe Dolphin da Marinha Israelense. A Força Aérea Israelense tem aviões de caça F-15I e F-16I Sufa são capazes de fornecer armas nucleares a longas distâncias usando tanques de combustível adaptados e sua frota de reabastecimento aéreo dos Boeing 707 modificados.
O governo de Israel mantém uma política de ambiguidade deliberada sobre se tem armas nucleares, dizendo apenas que seria "não ser o primeiro a introduzir armas nucleares no Oriente Médio". Antigamente a Agência Internacional de Energia Atômica, diretor-geral Mohamed ElBaradei, considerou Israel como um Estado que possui armas nucleares. Muito do que se sabe sobre o programa nuclear de Israel vem de revelações de 1986 por Mordechai Vanunu, um técnico do Centro de Pesquisas Nucleares de Neguev, que serviu uma sentença de prisão de 18 anos, como resultado. Israel não assinou o Tratado de Não Proliferação Nuclear, mas apoia a criação de uma zona no Oriente Médio livre de armas de destruição em massa.

## Armas químicas
Israel assinou mas não ratificou a Convenção sobre as Armas Químicas (CWC). Em 1983, um relatório da CIA afirmou que Israel, depois de "encontrar-se cercado por estados árabes da linha de frente com capacidade de guerra química, tornou-se cada vez mais consciente a sua vulnerabilidade a ataque químico... realizou um programa de preparação de guerra química em ambas as áreas de ataque e de proteção... No final de 1982, uma instalação de produção de agentes nervosos e uma provável instalação de armazenamento foram identificados Dimona Sensitive Storage Area no deserto de Negueve. Acredita-se que a produção de outros agentes químicos existem dentro de uma bem desenvolvida indústria química de Israel".
Há também especulações de que um programa de armas químicas que pode estar localizada no Instituto de Pesquisa Biológica de Israel (IIBR) em Ness Ziona.
190 litros de dimetil de metilfosfonato, produto químico usado na síntese de gás sarin, forram descobertos na carga do voo 1862 da El Al depois deste cair em 1992 a caminho de Tel Aviv. Israel insistiu que o material era não tóxico, era para ter sido usado para testar filtros que protegem contra armas químicas, e que tinha sido claramente listado no manifesto de carga, de acordo com os regulamentos internacionais. O carregamento era de uma fábrica de produtos químicos dos Estados Unidos na IIBR sob uma licença do Departamento de Comércio dos Estados Unidos.
Em 1993, o Office of Technology Assessment do Congresso dos Estados Unidos fizeram uma avaliação da proliferação de armas de destruição em massa e registrou Israel como um país geralmente reportado como tendo capacidades não declaradas de guerra química ofensivas. O ex-vice-secretário adjunto da defesa dos Estados Unidos responsável pela defesa química e biológica, Bill Richardson, disse que, em 1998, "Eu não tenho dúvidas de que Israel tem trabalhado em ambas as areas da guerra química e biológica por um longo tempo... Não há dúvidas de que eles tem os materiais a anos".

## Armas biológicas
Israel é creditado por ter desenvolvido uma capacidade de guerra biológica ofensiva. o Office of Technology Assessment do Congresso dos Estados Unidos registrou Israel como um país que possui a longo prazo, um programa de guerra biológica não declarado. Israel não é signatário da Convenção sobre as Armas Biológicas (BWC). Supõe-se que o Instituto de Pesquisa Biológica de Israel em Ness Ziona desenvolve vacinas e antídotos para guerra química e biológica. Não foi possível concluir se Israel mantém atualmente um programa de armas biológicas ofensivas; especula-se que Israel mantém uma capacidade ativa de produção e difusão armas biológicas.

## Na literatura
- John Douglas-Gray's thriller The Novak Legacy